# レイナ・ビクトリア・エウヘニア (軽巡洋艦)
| ナバラ         | |
| 艦歴           | |
| 発注           | 1914年7月30日にエル・フェロル海軍造船所に発注。                                                                             |
| 起工           | 1915年3月31日 |
| 進水           | 1920年4月21日 |
| 就役           | 1923年1月15日 |
| 退役           | 1951年 |
| その後         | 1955年に解体処分。 |
| 除籍           | 1947年にハルクとなる。 |
| 前級           | Reina Regente |
| 次級           | メンデス・ヌネス級 |
| 性能諸元       | |
| 排水量         | 常備：4.857トン 満載：6,500トン                                                                                             |
| 全長           | 140.82m |
| 水線長         | 134.1m |
| 全幅           | 15.22m |
| 吃水           | 常備：4.8m 満載：5.59m |
| 機関           | ヤーロウ式石炭専焼水管缶8基 &同重油専焼缶4基計8基 +パーソンズ式直結タービン2基2軸推進                                       |
| 最大 出力      | 25,500hp |
| 最大 速力      | 竣工時：25.5ノット 1938年：25.0ノット                                                                                       |
| 航続 距離      | 竣工時：11ノット/3,500海里 1938年：15ノット/4,500海里                                                                       |
| 燃料           | 竣工時：660トン（石炭）、660トン（重油） 1938年：1,200トン（重油）                                                          |
| 乗員           | 竣工時：350名 1938年：440名                                                                                                 |
| 兵装（竣工時） | アームストロング 15.2cm（50口径）単装速射砲9基 ヴィッカース 4.7cm（50口径）単装高角砲4基 53.3cm連装魚雷発射管2基            |
| 兵装（1938年） | アームストロング 15.2cm（50口径）単装速射砲6基 クルップ 8.8cm（45口径）単装高角砲4基 20mm単装機銃4丁                        |
| 装甲           | 舷側：32～76mm（水線部） 甲板：38mm（平坦部）、75mm（傾斜部） 主砲防盾：152mm（最厚部） 弾薬庫：-mm 司令塔：152mm（最厚部） |

レイナ・ヴィクトリア・ユージニア (スペイン語: Reina Victoria Eugenia) は、スペイン海軍が竣工させた初の軽巡洋艦である。艦名は、スペイン国王アルフォンソ13世の后ビクトリア・エウヘニアに因む。

## 概要
本艦はスペイン海軍の1914年度海軍計画により1隻の建造が承認され、7月30日にエル・フェロル海軍造船所に発注された。本艦の原型としてイギリス海軍のバーミンガム級軽巡洋艦を参考に設計され、防御装甲を薄くして缶室の構成を変えたために原型の4本煙突から3本煙突となった。設計技師は「ドレッドノート」を設計した事で知られるアームストロング社のフィリップ・ワット。
本艦は設計や資材の調達をイギリスに頼ったために、第一次世界大戦の勃発により工事が遅れて就役は1920年代となってしまった。スペイン共和制移行時に艦名を「レププリカ」 (República: 共和国) に改名されたが、スペイン内戦時反乱軍が捕獲した際に「ナバラ」 (Navarra: ナバラ) と改名された。

## 艦形
本級の船体は長船首楼型船体を採用していた。艦首は前方に傾斜したクリッパー型の艦首から中央部に主砲の「Mk I 1915年型 15.2cm（50口径）速射砲」を防盾の付いた単装砲架で並列で2基、司令塔を基部とする艦橋を基部として頂上部に見張り所を持つ三脚式の前部マストが立つ。等間隔に並ぶ3本の煙突の舷側は艦載艇置き場となっており、艦載艇は2本1組のボート・ダビットが片舷3組で計6組により運用された。左右の舷側甲板上に15.2cm速射砲が防盾の付いた単装砲架で片舷3基ずつ配置されていた。3番煙突後方で船首楼が終了し、甲板一段分下がった後部マストと見張り所が立ち、見張り所の上に7.6cm速射砲型後ろ向きに1基配置。後部甲板上に15.2cm主砲が後ろ向きに1基が配置された。53.3cm連装魚雷発射管は艦橋側面の船体内に片舷1基ずつ内蔵され、使用しない時は開口部をシャッターで閉めていた。
1938年の近代化改装で艦容は一変した。艦橋は近代的な塔型艦橋となり、艦橋の後部を基部として短い前部マストが立てられた。後部見張り所の位置まで船首楼が延長され、後部マストがあった位置に後部艦橋が設けられた。機関の更新により煙突の本数は3本から2本へと変わった。主砲の数は9門から6門へと減少したが、全て中心線配置となって前部甲板上に背負い式配置で2基、艦橋の背後に1基、後部煙突の背後に1基、後部甲板上に後ろ向きの背負い式配置で2基の順である。

## 兵装

### 主砲
主砲は「Mk XII 1913年型 15.2cm（45口径）速射砲」を採用した。その性能は重量45.36kgの砲弾を仰角15度で12,344mまで届かせられるこの砲を単装砲架で9基を搭載した。砲架の俯仰能力は仰角15度・俯角7度で旋回角度は240度の旋回角度を持っていたが実際は上部構造物により射界の制限を受けた。砲の旋回、砲身の上下・砲弾の装填の動力は人力を必要とした。発射速度は毎分5～7発である。

### 備砲、魚雷兵装
他に近接火器として「ヴィッカース 1900年型 Mk III 4.7cm（50口径）速射砲」を採用している。1.5kgの砲弾を仰角12度で5,120mまで、仰角80度で高度4.570mまで到達できた。単装砲架は360度の旋回角度を持っていたが実際は上部構造物により射界の制限を受けた。俯仰は仰角30度・俯角5度で発射速度は毎分25発だった。これを単装砲架で4基を搭載した。他に主砲では手に負えない相手への対抗として53,3cm魚雷発射管を単装2基ずつ装備した。

### 近代化改装
1938年から1939年にかけて近代化改装を受けた際に、15.2cm速射砲3基と4.7cm高角砲4基を撤去し、代わりに対空火器として「クルップ 8.8cm（45口径）高角砲」を単装砲架で4基と「イソッタ・フラスキニ 2cm（70口径）機銃」を単装砲架で4基を搭載した。1946年に2cm機銃をドイツ製の2cm（65口径）単装機銃4基に更新した。

## 機関
本艦のボイラーはヤーロウ式石炭専焼水管缶8基と重油専焼水管缶4基の混載だが、タービンはパーソンズ式直結タービン2組2軸で最大出力25,500馬力で速力25.5ノットを発揮した。機関配置は第一次大戦前の「装甲巡洋艦」と同じく機関区前部にボイラー室を三等分し、後部に機関室を置く旧時代的な配置を採っていた。
1938年から1939年にかけて近代化改装を受けた際に、老朽化したボイラー12基を新型の重油専焼三胴水管缶8基に換装した。この時にボイラー数が減少したために艦橋に近い最前部の煙突が撤去され、2本煙突となった。出力は変わらず速力25ノットを発揮した。

## 艦歴
本艦は1915年3月31日に起工したが、スペイン国内の政情不安のために海軍予算の削減が相次いだうえに第一次世界大戦の勃発により工期は延期に延期を重ね、同大戦後の1920年4月21日にようやく進水式に漕ぎ着けたものの竣工は更に伸び、1923年1月15日にようやく就役した。全て15.2cm砲で統一した主砲は設計時には強力なものであったが、就役時には既に旧態化してしまっていたため近代化改装を受けることになった。しかし、改装中にスペイン内戦が勃発すると、改装工事を行っていた港ごと反乱軍の手に落ち、「ナバラ」と改名された。以後は未完成ながら港湾砲台として使用されていたが1937年7月に近代化改装工事を再開し1938年6月に再就役を果たした。その後はスペイン内戦を生き残り、第二次世界大戦でも失われること無く練習艦任務に就き、1955年に解体された。

## 参考図書
- 「世界の艦船 増刊第46集　イギリス巡洋艦史」（海人社）
- 「世界の艦船 1986年1月増刊号 近代巡洋艦史」 海人社）
- 「世界の艦船 2010年1月増刊号 近代巡洋艦史」（海人社）
- 門田充弘ほか『世界の艦艇 完全カタログ』コスミック出版、2019年7月25日。ISBN 978-4-7747-8657-5。